# (33843) 2000 GP127
2000 جي بي 127 (ويعرف أيضًا باسم (33843) 2000 جي بي 127 وفق تسمية الكوكب الصغير) (بالإنجليزية: 2000 GP127)‏ هو كويكب ضمن حزام الكويكبات؛ وترتيبه 33843 من حيث الاكتشاف.
اكتُشف هذا الجُرم الفلكي بواسطة تعقب الأجرام القريبة من الأرض في 11 أبريل 2000.

## وصلات خارجية
- (33843) 2000 GP127 في قاعدة بيانات مختبر الدفع النفاث لأجرام النظام الشمسي الصغيرة

- الاكتشاف · مخطط المدار ·  العناصر المدارية · المعلمات المادية

- (33843) 2000 GP127 على موقع ويكي سكاي: DSS2, SDSS, GALEX, IRAS, Hydrogen α, X-Ray, Astrophoto, Sky Map, Articles and images